# Исон
Исо̀н (на италиански: Issogne; на френски: Issogne), на местен диалект: (Issoueugne, Исоеун) е село и община в Северна Италия, автономен регион Вале д'Аоста. Разположено е на 387 m надморска височина. Населението на общината е 1402 души (към 2010 г.).